# Pachyballus castaneus
Pachyballus castaneus är en spindelart som beskrevs av Simon 1900. Pachyballus castaneus ingår i släktet Pachyballus och familjen hoppspindlar. Inga underarter finns listade i Catalogue of Life.